# Cub truncat
En geometria, el cub truncat és un dels tretze políedres arquimedians. S'obté truncant els vuit vèrtex del cub. Té 14 cares, 6 de les quals són octagonals i 8 triangulars, 36 arestes i a cadascun dels seus 24 vèrtex i concorren dues cares octogonals i una triangular.

## Àrea i volum
Les fórmules per calcular l'àrea A i el volum V d'un cub truncat tal que les seves arestes tenen longitud a són les següents:
{\displaystyle (12+12{\sqrt {2}}+2{\sqrt {3}})a^{2},}
{\displaystyle (7+{\begin{matrix}{14 \over 3}\end{matrix}}{\sqrt {2}})a^{3}.}

## Esferes circumscrita, inscrita i tangent a les arestes
Els radis R, r i {\displaystyle \rho } de les esferes circumscrita, inscrita i tangent a les arestes respectivament són:
{\displaystyle {\begin{aligned}&R={\frac {a{\sqrt {7+4{\sqrt {2}}}}}{2}}\\&r={\frac {a\left(5+2{\sqrt {2}}\right){\sqrt {7+4{\sqrt {2}}}}}{17}}\\&\rho ={\frac {a\left(2+{\sqrt {2}}\right)}{2}}\\\end{aligned}}}
On a és la longitud de les arestes.

## Dualitat
El políedre dual del cub truncat és el octàedre triakis.

## Desenvolupament pla

Desenvolupament pla del cub truncat
Rotació total d'un cub truncat

## Simetries
El grup de simetria del cub truncat té 48 elements; el grup de les simetries que preserven les orientacions és el grup octàedric {\displaystyle O\cong S_{4}}. Són els mateixos grups de simetria que pel cub, l'octàedre, i l'octàedre truncat.

## Políedres relacionats
La següent successió de políedres il·lustra una transició des del cub a l'octàedre passant pel cub truncat:
| cub | cub truncat | cuboctàedre | octàedre truncat | octàedre |